# Музикална фактура
Фактура (лат. factura – обработка от facio, factum, facire, правя) е термин в музикалното изкуство, означаващ начин на изложение на звуковата тъкан в музикалните произведения.

## Видове фактури
а/ едногласна – когато налице е едногласно изложение, в унисон или удвояване в една, две, три или повече октави.

б/ многогласна – този вид фактура е сложна и има следните разновидности:

-хомофонна, при която един от гласовете има водещо значение, а останалите са сведени до съпровод;

-хетерофонна (подгласна) – при нея един от гласовете има водещо значение, а останалите са негови варианти;

-полифонична (вж.пр. №1) – в която всички гласове са развити до степен на ярко индивидуализирани самостоятелни мелодични линии. Биват още – имитационна (неконтрастна) и неимитационна (контрастна).

в/ смесена фактура, когато основните типове фактури си взаимодействат помежду си.

## Специфични особености на фактурата
Фактурата има големи изразни възможности, които могат да бъдат използвани в най-различни по своето образно-смислово значение моменти. Например една и съща музикална тема придобива различен характер в условията на акордово-хомофонната или на раздвижената полиритмична фактура.
Понятието фактура е свързано и с изразните възможности на музикалните инструменти, а също така и с отделните жанрове в музиката.
Фактурата може да изпълнява и разчленяваща функция. Смяната на фактурата съдейства за ясно разграничаване на музикалните произведения и очертава появата на нов инициативен момент в развитието, например при появата на втора тема в сонатната форма почти винаги настъпва смяна на фактурата, при което често се прибягва до опростяване, както е в първите части на Соната за пиано оп.53 от Бетовен и Симфония № 1 от Брамс.
Терминът фактура може да се употребява и в широк-преносен смисъл на думата, напр. оркестрова фактура (вж.пр. №2), квартетна фактура, вокална фактура, клавирна фактура, хорална фактура и т.н.